# Lord Strange's Men
Lord Strange's Men was een Engels toneelgezelschap ten tijde van Elizabeth I. De spelersgroep was gelieerd aan het huishouden van Ferdinando Stanley, 5e graaf van Derby, die in het parlement zetelde namens zijn vaders baronie Strange (uitgesproken als 'strang'). Toen deze zijn vaders titel erfde, stond de groep tot Ferdinando's dood korte tijd bekend als de Earl of Derby's Men. 
Het gezelschap reisde aanvankelijk rond, en trad in 1582 op aan het hof. Tussen 1588 en 1594 werkten zij samen met de Admiral's Men. De groep trad op in The Theatre en in The Rose, waar zij vermoedelijk diverse werken van William Shakespeare opvoerden, waaronder vroege werken als Titus Andronicus en Henry VI, en Christopher Marlowes The Jew of Malta. Ook de komiek en danser William Kemp maakte deel uit van deze groep. Na de dood van Lord Strange in 1594 reisde men weer rond. Enkele leden stapten echter over naar de Lord Chamberlain's Men.